# 白根多助

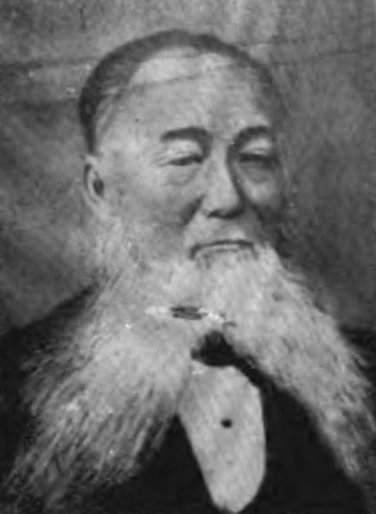
白根多助

白根 多助（しらね たすけ、1819年6月27日〈文政2年5月6日〉 - 1882年〈明治15年〉3月15日）は、幕末の長州藩士、明治期の内務官僚。埼玉県令。旧姓・太田、諱・翼、通称・多助、変名・大田翼、号・梅園。

## 経歴
周防国吉敷郡吉敷村佐畑（現山口県山口市）で、長州藩士・太田直猷の七男として生まれ、白根兼清の養子となる。藩では美禰郡宰として出仕し、さらに大坂藩邸で勤務した。文久3年（1863年）3月、中山忠光らの長州移送に尽力した。文久4年（1864年）正月、帰藩後に所帯方役に就任し会計を担当。以後、会計庶務方、美禰部署管事（代官）、山口藩会計大属などを歴任し、藩財政の維持に尽力した。
明治政府に出仕し、明治4年（1871年）11月、埼玉県権参事に就任。同参事を経て、1873年12月、同権令となり、1875年12月、同県令に昇進した。地方税制の軽減に務め、時には政府と対立することもあった。その他、教育、産業の育成に尽力し、当時から名県令と謳われた。在任中に病により死去。

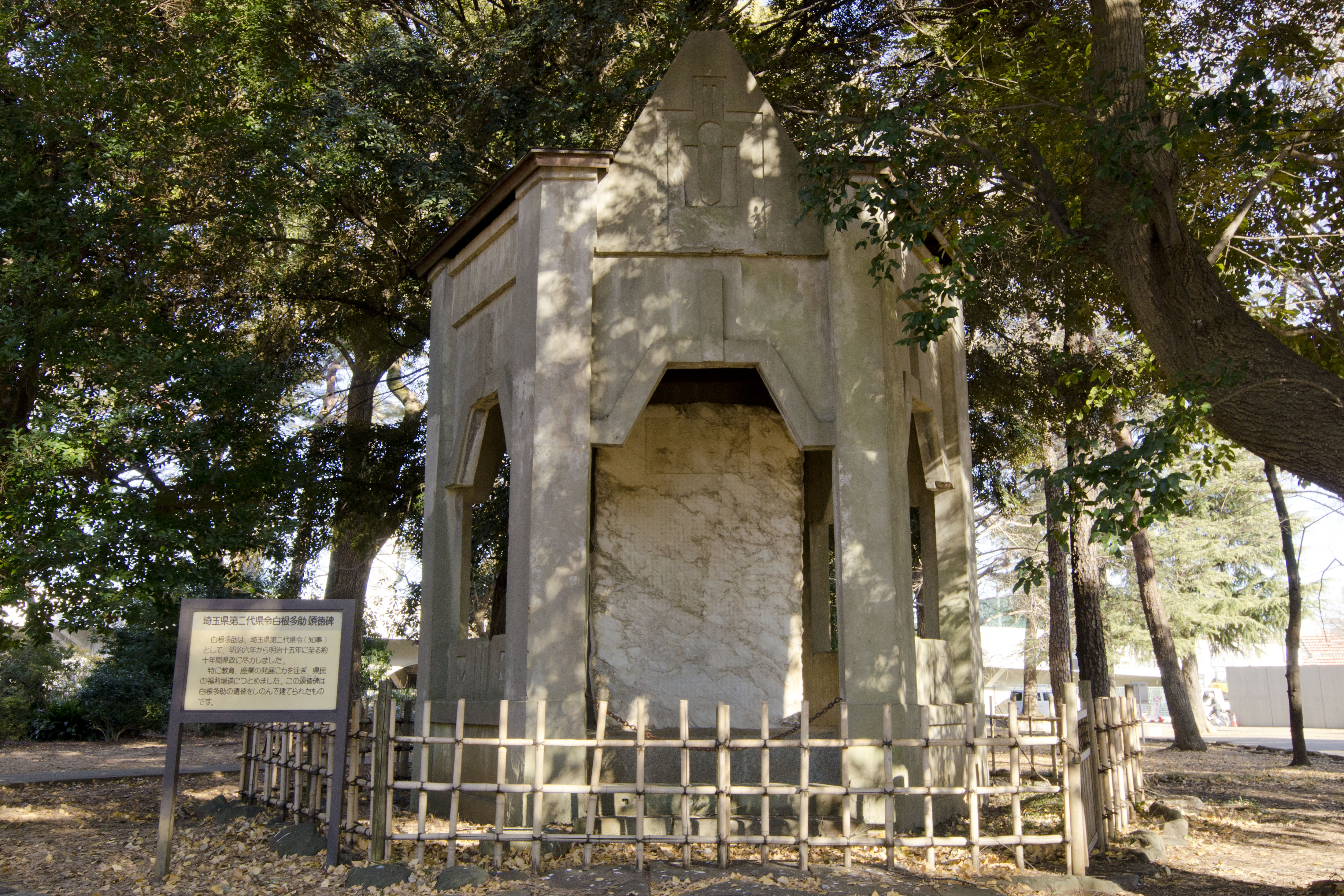
大宮公園内にある頌徳碑

大宮公園内（さいたま市）には、頌徳碑が建てられている。

## 栄典
- 1882年（明治15年）2月10日 - 勲四等旭日小綬章[4]

## 親族
- 長男 白根竹助（政治家）[要出典]
- 二男 白根専一（政治家）
- 三男 河野忠三（内務官僚）